# Stephen Tetteh
Stephen Tetteh (ur. 4 listopada 1982 w Akrze) – ghański piłkarz grający na pozycji obrońcy. W swojej karierze rozegrał 5 meczów w reprezentacji Ghany.

## Kariera klubowa
Swoją piłkarską karierę Tetteh rozpoczął w klubie Accra Hearts of Oak SC. W sezonie 2000 zadebiutował w jego barwach w pierwszej lidze ghańskiej. W klubie tym grał do 2008 roku. Wywalczył z nim pięć tytułów mistrza Ghany w sezonach 2000, 2001, 2002, 2004 i 2006/2007, dwa wicemistrzostwa w sezonach 2003 i 2005 oraz Puchar Ghany w 2000 roku. W latach 2009–2012 występował w Berekum Chelsea FC, w którym zakończył karierę. Wraz z nim został mistrzem Ghany w sezonie 2010/2011.

## Kariera reprezentacyjna
W reprezentacji Ghany Tetteh zadebiutował 14 stycznia 2001 w przegranym 1:2 meczu kwalifikacji do Pucharu Narodów Afryki 2002 z Demokratyczną Republiką Konga, rozegranym w Kinszasie. W kadrze narodowej rozegrał 5 meczów, wszystkie w 2001 roku.